# Публий Корнелий Ануллин (консул 216 года)
Публий Корнелий Ануллин (лат. Publius Cornelius Anullinus) — римский государственный деятель первой половины III века.

## Биография
Ануллин происходил из Иллибера (современная Гранада, Испания) в Бетике. Его отцом был консул 199 года Публий Корнелий Ануллин. В 216 году Ануллин занимал должность ординарного консула. Его коллегой был Публий Катий Сабин.
Известно, что он входил в состав жреческих коллегий салиев и авгуров.